# Taoyuan (sockenhuvudort i Kina, Hubei Sheng, lat 31,74, long 109,82)
Taoyuan (kinesiska: 桃源, 桃源乡) är en sockenhuvudort i Kina. Den ligger i provinsen Hubei, i den centrala delen av landet, omkring 440 kilometer väster om provinshuvudstaden Wuhan. Antalet invånare är 6 259. Befolkningen består av 2 851 kvinnor och 3 408 män. Barn under 15 år utgör 13,0 %, vuxna 15-64 år 72 %, och äldre över 65 år 13,0 %.
Runt Taoyuan är det ganska tätbefolkat, med 96 invånare per kvadratkilometer. Närmaste större samhälle är Bailu, 19,4 km sydväst om Taoyuan. I omgivningarna runt Taoyuan växer i huvudsak blandskog.
Genomsnittlig årsnederbörd är 1 223 millimeter. Den regnigaste månaden är september, med i genomsnitt 237 mm nederbörd, och den torraste är december, med 9 mm nederbörd.